# Roland Alexander
Pour les articles homonymes, voir Alexander.
Roland Alexander, né à Boston (Massachusetts) le 25 septembre 1935 et mort le 14 juin 2006, est un saxophoniste, pianiste et harmoniciste américain.

## Biographie
Après de solides études musicales, et les rencontres déterminantes de John Coltrane, Philly Joe Jones, Mal Waldron, Roy Haynes, Max Roach, Blue Mitchell et Sonny Rollins, il participe à quelques enregistrements, entre autres avec Charli Persip, Dollar Brand (Abdullah Ibrahim), Paul Chambers, Howard McGhee, Teddy Charles, Sam Rivers, il accompagne les vocalistes Frank Minion (en) et Betty Blake, il enregistre deux disques sous son propre nom, le premier « Pleasure bent » (1961)  avec Marcus Belgrave, le second, plus caractérisé « Live at the Axis » (1978) avec Kalaparusha Maurice McIntyre (en) et Malachi Thompson (en).

## Style
Son jeu relève à la fois d'un abrupt bebop et des paroxysmes du Free jazz.

## Discographie

### Comme leader
- 1961 : Pleasure Bent (Prestige) avec Marcus Belgrave
- 1978 : Live at the Axis (Kharma) avec Malachi Thompson et Kalaparusha Maurice McIntyre

### Comme sideman
Avec Paul Chambers
- High Step (Blue Note, 1956 [1975)

Avec Eddie Gale
- Black Rhythm Happening (Blue Note, 1969)

Avec Abdullah Ibrahim
- African Space Program (Enja, 1973)

Avec Howard McGhee
- Dusty Blue (Bethlehem, 1960)

Avec Charlie Persip
- Charles Persip and the Jazz Statesmen (Bethlehem, 1960)

Avec Max Roach
- Drums Unlimited (Atlantic, 1965)

Avec James Spaulding
- Songs of Courage (Muse, 1991 [1993])